# St. Peter und Paul (Großkuchen)

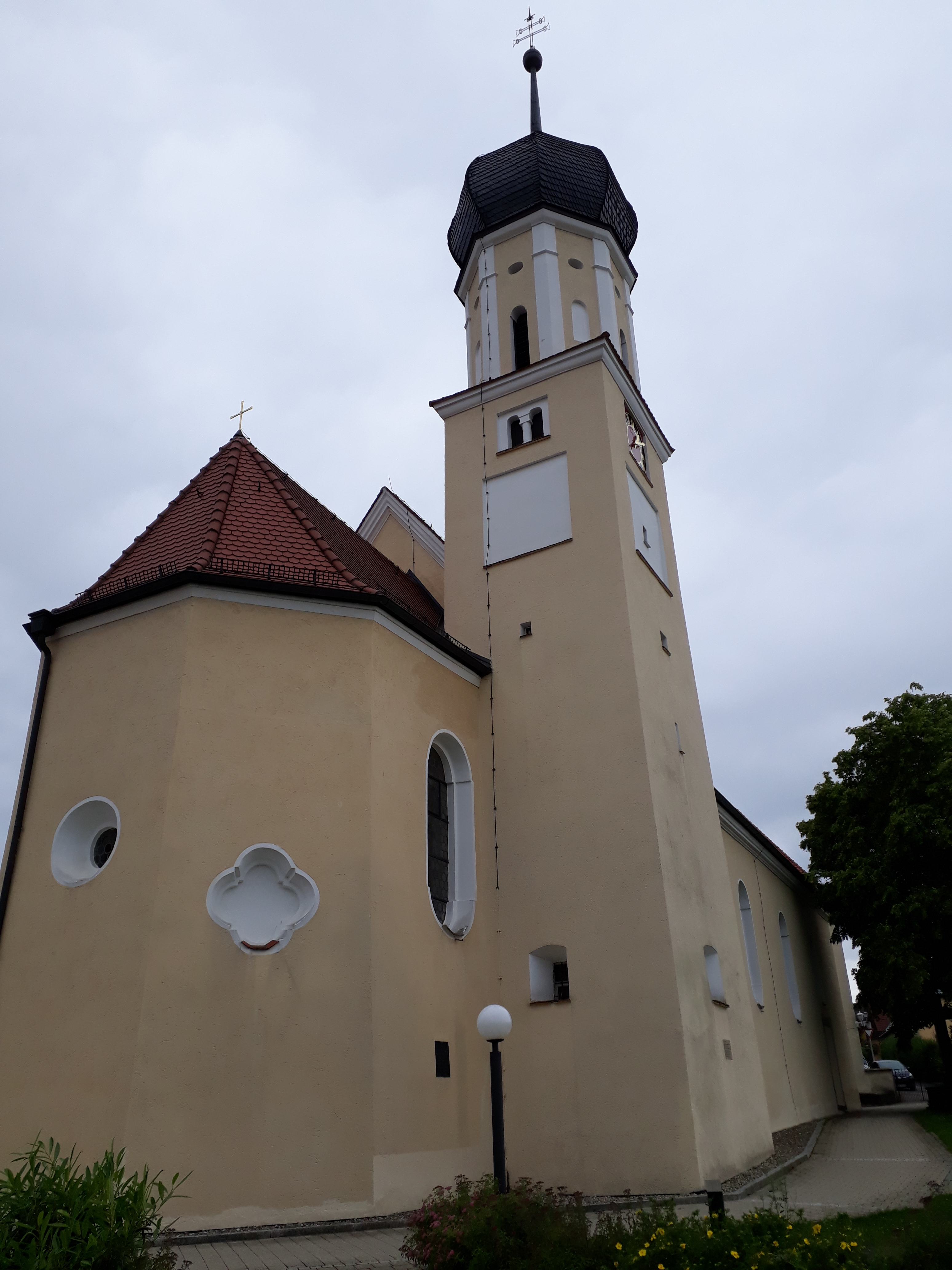
St. Peter und Paul in Großkuchen

Die römisch-katholische Kirche St. Peter und Paul steht in Großkuchen, einem Stadtteil von Heidenheim an der Brenz im Landkreis Heidenheim in Baden-Württemberg. Das Bauwerk ist beim Landesamt für Denkmalpflege Baden-Württemberg als Baudenkmal eingetragen. Die Kirchengemeinde gehört zum Dekanat Heidenheim der Diözese Rottenburg-Stuttgart.

## Beschreibung
Die Saalkirche wurde 1735–1739 auf den Grundmauern des Vorgängerbaus von 1555 erbaut und 1796 im Zopfstil erneuert. Sie besteht aus einem Langhaus, einem eingezogenen, dreiseitig geschlossenen Chor im Osten, einem Chorflankenturm auf quadratischem Grundriss, der mit einem achteckigen Geschoss, das die Turmuhr und den Glockenstuhl beherbergt, aufgestockt und mit einer schiefergedeckten Zwiebelhaube bedeckt wurde, an der Nordwand und einer ursprünglich eigenständigen Kapelle an der Südwand des Chors, die in den Chor integriert wurde.
Im Innenraum des Langhauses sind die von Johann Michael Zink geschaffenen Fresken an der Decke, auf denen der heilige Vinzenz dargestellt ist, mit Stuck gerahmt. Die Orgel wurde 1912 von der Giengener Orgelmanufaktur Gebr. Link gebaut und 1972 umdisponiert. Sie umfasst 12 Register auf zwei Manualen und Pedal.